# Bài hát Việt 2009
Bài hát Việt 2009 là chương trình thứ năm của loạt chương trình Bài hát Việt do đài truyền hình Việt Nam và công ty Cát Tiên Sa phối hợp tổ chức dưới sự tài trợ của Indochina Airlines. Giống như 4 năm thi trước, mùa thi năm nay vẫn là cuộc hành trình tìm kiếm và tôn vinh những bài hát do công dân Việt Nam sáng tác.
Chương trình được tổ chức định kì hàng tháng bắt đầu từ 25 tháng 04, 2009 trên kênh VTV3. Dự định, chương trình sẽ tổ chức 8 liveshow hằng tháng để trình diễn ca khúc mới và trao giải thưởng từ tháng 05 đến tháng 12/2009; 4 đêm gala vào các tháng 04, 07, 10/2009 và tháng 02/2010. Lễ trao giải thưởng bài hát của năm sẽ tổ chức vào ngày 31 tháng 01 2010.

## Các đêm diễn

### Gala khởi động
Lên sóng: 25 tháng 04, 2009
Bài hát Việt được tái khởi động vào ngày 25/04 trong đêm gala đầu tiên quy tụ nhiều ca sĩ đã thành công với chương trình trong suốt bốn năm tổ chức và các ca sĩ khách mời đến từ các nước bạn trong khu vực Đông Nam Á. Với 17 ca khúc nổi tiếng, trong đó có 4 ca khúc bất hủ nước ngoài, ban tổ chức mong muốn tạo được ấn tượng tốt để thu hút thêm nhiều bài hát xuất sắc của các tác giả Việt Nam.

### Liveshow tháng 05
Phát sóng: 17 tháng 05

### Liveshow tháng 06
Phát sóng: 28 tháng 06

### Liveshow tháng 07

#### Gala tháng 07
Phát sóng: 26 tháng 07

### Liveshow tháng 08
Phát sóng: 30 tháng 08

### Liveshow tháng 09
Phát sóng: 27 tháng 09

### Liveshow tháng 10

#### Gala tháng 10
Phát sóng: 25 tháng 10

### Liveshow tháng 11
Phát sóng: 29 tháng 11

### Liveshow tháng 12
Phát sóng: 27 tháng 12

### Đêm trao giải
Phát sóng: 30 tháng 01, 2010